# لو لومنیک
لو لومنیک (انگلیسی: Lou Lumenick؛ زادهٔ ۱۱ سپتامبر ۱۹۴۹) روزنامه‌نگار و منتقد فیلم اهل ایالات متحده آمریکا است. او از ۱۹۹۹ تا ۲۰۱۶ سردبیر بخش فیلم و منتقد اصلی فیلم روزنامه نیویورک پست بود. او پس از بازنشستگی از نیویورک پست، کار خود را در تحقیقات تاریخ فیلم شروع کرد.
نام لومنیک در سال ۲۰۰۷ به تالار مشاهیر ارتباطات کالج شهری نیویورک اضافه شد. او همچنین از اعضای حلقه منتقدان فیلم نیویورک است.